# دوونپورت، تاسمانی

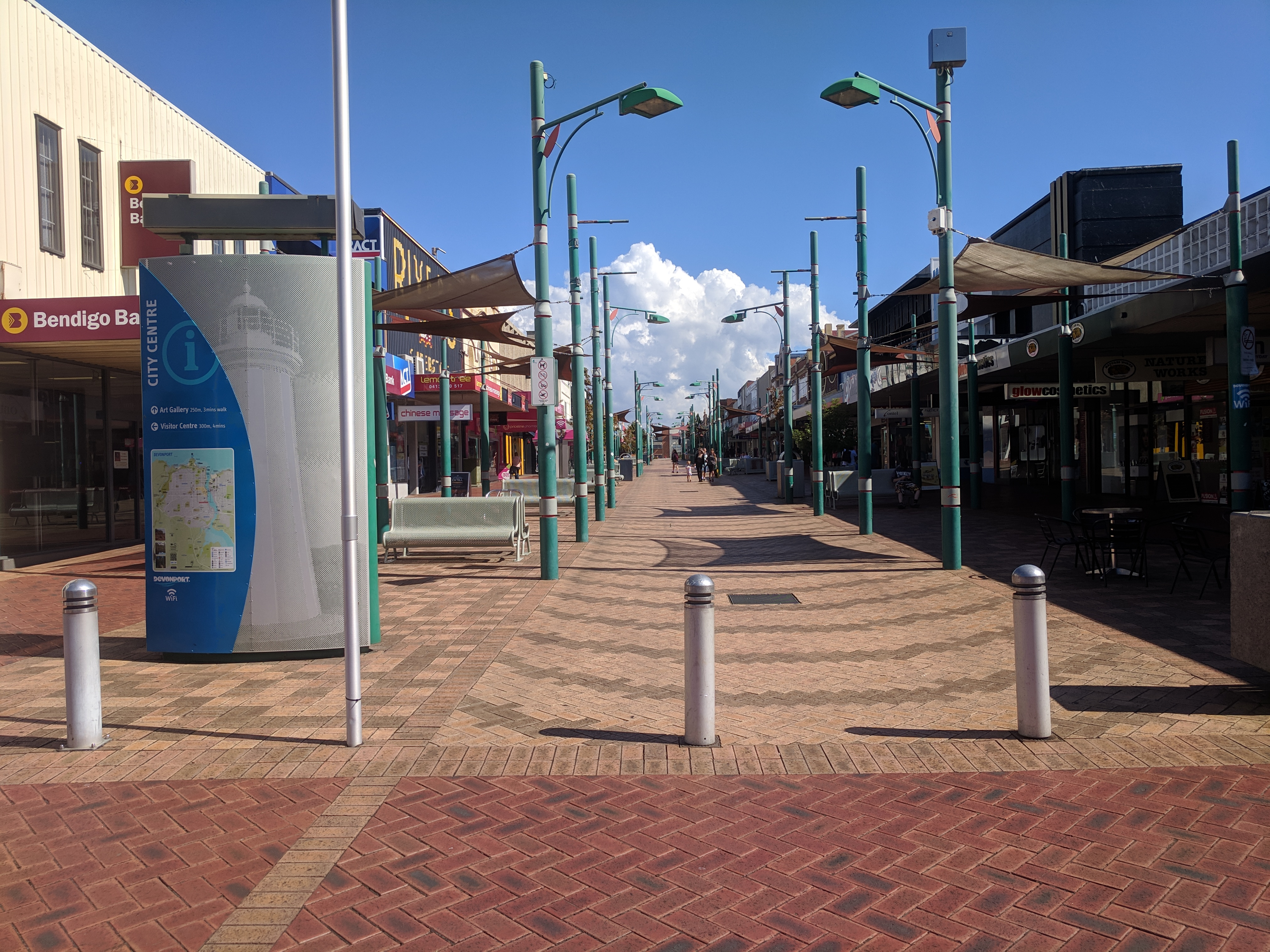
فروشگاه شهر

دوونپورت (به انگلیسی: Devonport) شهری در شمال غربی تاسمانی، استرالیا است که به همراه شهر کمی کوچک‌تر برنی در دهانه رودخانه مرسی قرار دارد. این شهر مرکز مهم منطقه‌ای در بخش شمال غربی ایالت تاسمانی می‌باشد.